# Östergötland (kraina)
Östergötland – prowincja historyczna (landskap) w Szwecji, położona w północno-wschodniej części Götaland.